# Thüringisch-Fränkisches Mittelgebirge
Thüringisch-Fränkisches Mittelgebirge (Durynsko-franské středohoří) je geomorfologická oblast v Německu, která malou částí Smrčin přesahuje do Česka (v geomorfologickém členění Česka jsou ovšem Smrčiny řazeny pod Krušnohorskou hornatinu). V německém členění má číslo D48, resp. podle starého systému 39. Skládá se z Durynského lesa (Thüringer Wald), Durynská břidličná vrchovina (Thüringer Schiefergebirge), Franského lesa (Frankenwald) a Smrčin (Fichtelgebirge). Táhne se z Durynska po sasko-bavorské hranici přes Horní Franky do Čech.

## Členění
Podle staršího systému Emila Meynena se oblast dělí takto:
- 39 (=D48) Thüringisch-Fränkisches Mittelgebirge (Durynsko-franské středohoří)
  - 390 Südliches Vorland des Thüringer Waldes (Jižní podhůří Durynského lesa)
  - 391 Thüringer Wald (Durynský les)
  - 392 Thüringer Schiefergebirge (mit Frankenwald) (Durynské břidličné pohoří s Franským lesem)
  - 393 Münchberger Hochfläche (Münchberská náhorní plošina)
  - 394 Hohes Fichtelgebirge (Vysoké Smrčiny)
  - 395 Selb-Wunsiedler Hochfläche (Selbsko-wunsiedelská náhorní plošina)
  - 396 Naab-Wondreb Senke (Naabsko-odravská brázda)